# Wallace Stevens
Wallace Stevens (n. 2 octombrie 1879, Reading⁠(d), Pennsylvania, SUA – d. 2 august 1955, Hartford, Connecticut, SUA) a fost un poet american. 
A practicat dreptul în New York, iar apoi a înființat o societate de asigurări în Hartford, în 1916 fiind ales vicepreședinte. În 1955 a primit Premiul Pulitzer pentru volumul Poezii alese (Collected Poems).
A scris poezii moderniste, printre care si versurile intitulate ,,Casa era liniștită și lumea era calmă”.